# 歸安文廟

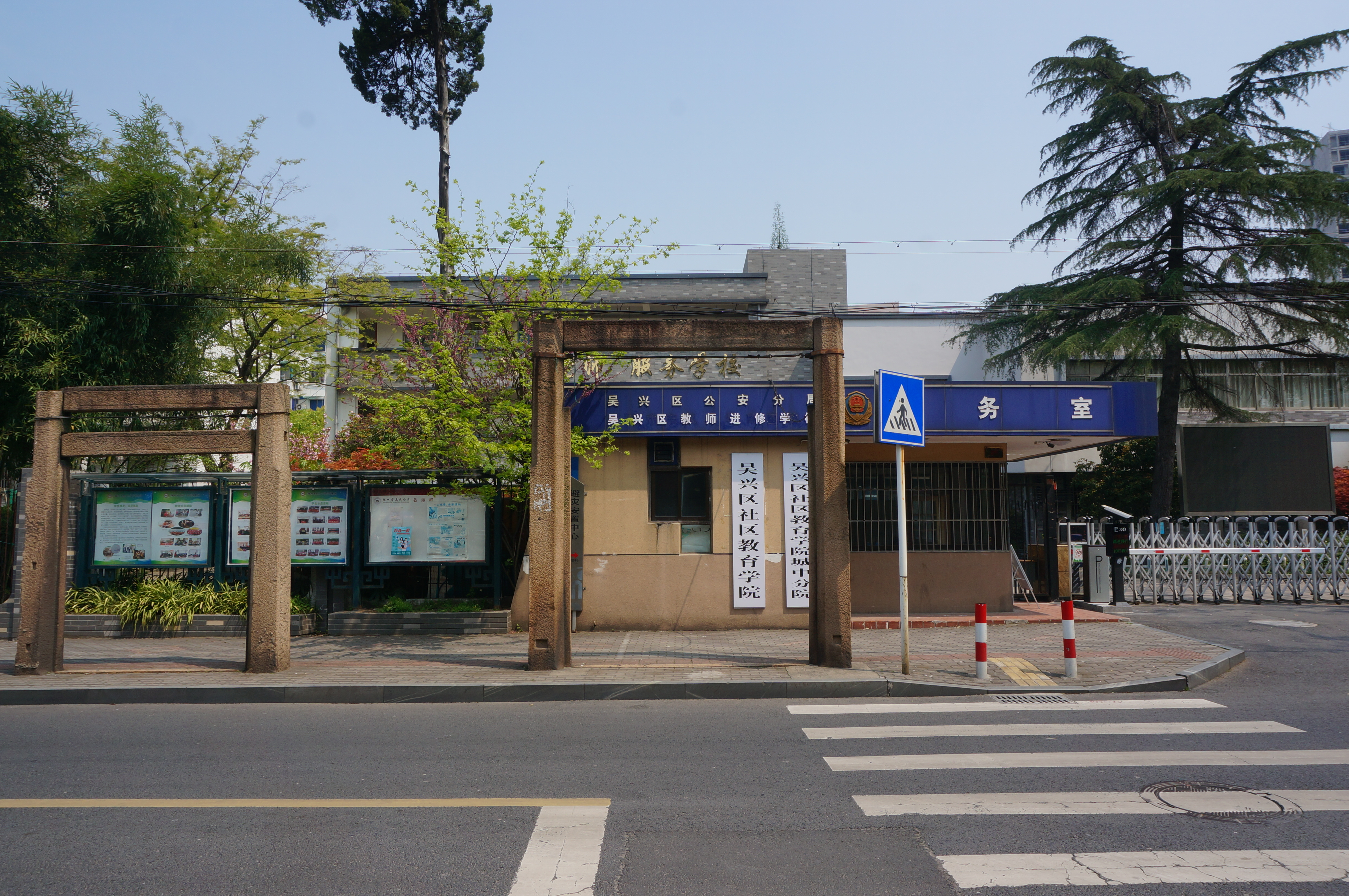
归安县学棂星门，2020年4月

歸安文庙為舊時中国浙江湖州府附郭县歸安縣縣學文庙，位于今中国浙江省湖州市吳興區月河街道建設路1号，其址现为東風小學南園校區（原南園小學），原建筑仅存清代所建棂星门，2003年8月列入第一批湖州市文物保护点。

## 歷史

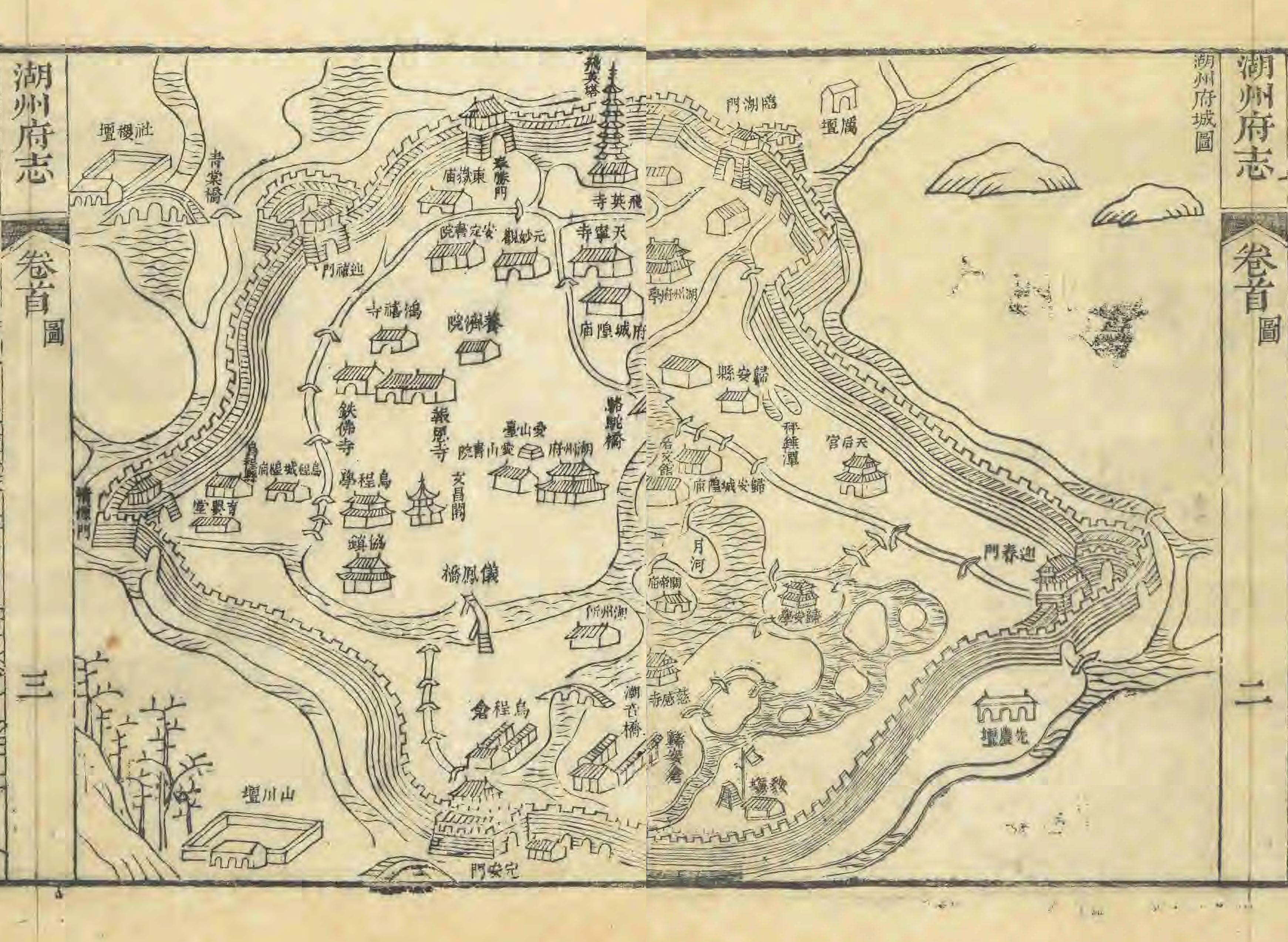
清乾隆四年（1739）《湖州府志》府城圖，歸安县學位于城内東南

歸安縣學设立于北宋崇寧年間，最初附设於湖州州學，元代泰定二年（1325）縣丞完澤溥化将其迁至縣治東南一里月河河畔，即今址。後世不斷增修，規模不斷擴大。咸豐年間（1864）此处曾是太平天國幼王撤退到湖州後最後一個大本營所在地。
歸安縣學作为县学使用至光緒二十八年（1902），後全國學校改制，縣學撤銷，文庙專為孔廟，因外牆為磚紅色，俗名「紅牆灣」。1917年改建為吳興縣勸學所，總攬縣教育行政工作，1923年更名吳興縣教育局，1928年亦作为新成立的吳興國術館館址。1932年由時任考試院院長戴傳賢集資重修。1935年教育局遷至東街縣政府合署辦公。抗日戰爭爆發後，1939年改為縣立第六小學，至今一直為學校所在地。
清末时歸安縣學学额为廪生二十名、增生二十名和进额四十二名，县学附设學田和學地，地租用以资助贫困学生及日常開支。

## 建筑

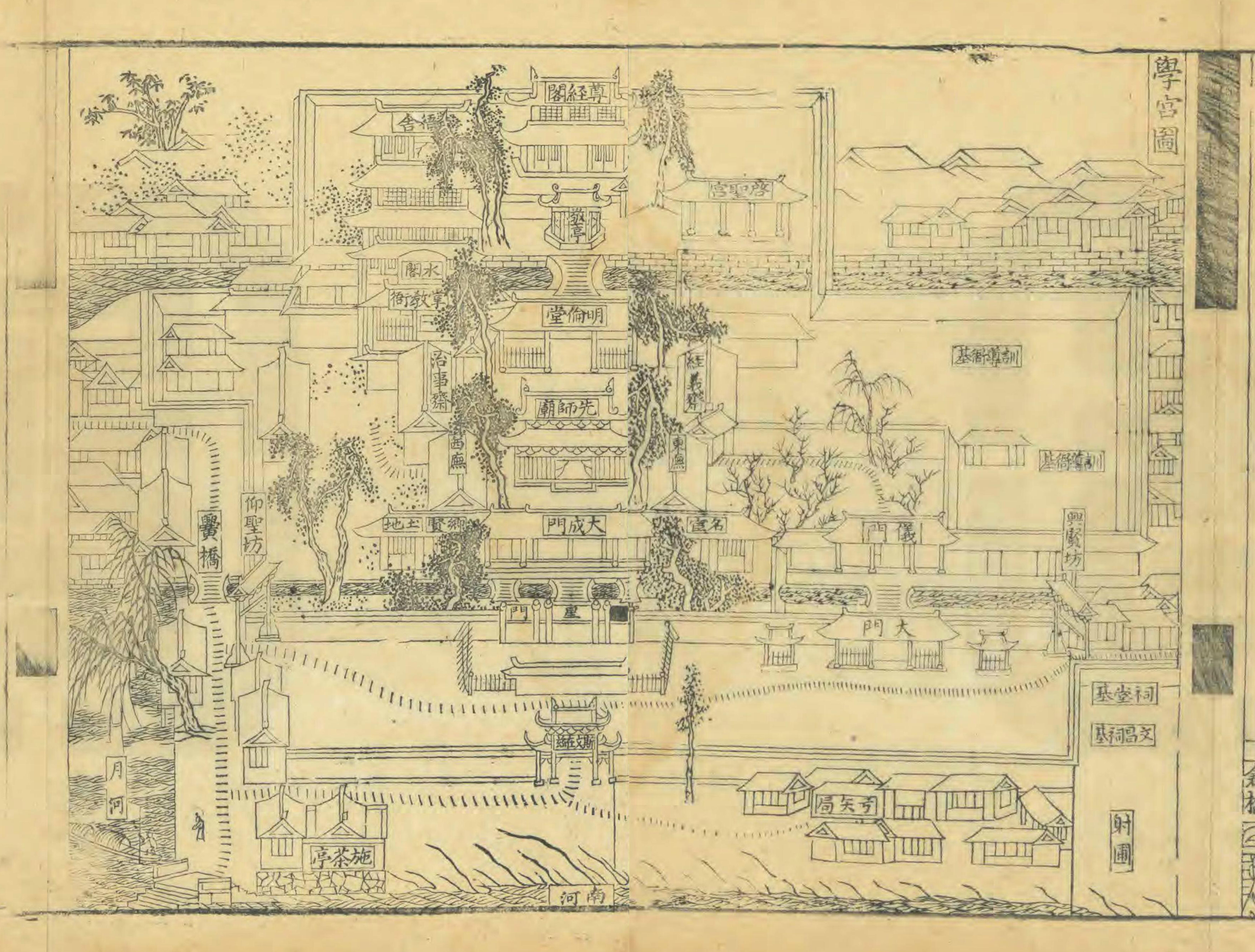
清康熙十二年（1673）《归安县志》学宫图

据清康熙十二年（1673）、光绪八年（1882）《归安县志》记载及附图，歸安文庙位于湖州城内东南，与原东街北端的归安县署相距不远，文庙地跨泮河（又名前河）与后河两条河道，南北分别至安学前和学宫兜，大成门、大成殿和明伦堂等主体建筑四面环水。
原文庙布局为前庙后学，清康熙时中轴线上依次为万仞宫墙（其东、西、南各有牌坊一座，东西木牌坊分别名兴贤坊和仰圣坊，南侧石牌坊题斯文在兹）、棂星门、泮池、泮河及泮桥、大成门（其东为名宦祠，西为乡贤祠、土地祠）、大成殿（前有东西庑）、明伦堂（前东有经义斋，西有治事斋）、后河及桥、敬一亭（光绪时已废）和尊经阁。在棂星门和大成门东另设学门、仪门通往明伦堂，尊经阁东有启圣祠（后改名崇圣祠），射圃位于院外东南（光绪时已废），另有文昌祠、忠义祠、节孝祠、教谕署和训导署等。
今建築仅存欞星門中門和西側門，含柱子、横额及門檻，均为花崗岩质，其始建年代不详，原为一间，明洪武五年（1372）重建时改为石柱，十年（1377）改为三间，天顺元年（1457）均更换石柱，同治十年（1871）两侧门毁于大风，次年重建。院內存假山一座，周边有古树若干。另外在飛英公園碑廊中有明嘉靖四年（1525）《歸安縣重修儒學記》和清嘉慶十年（1805）《歸安學重修泮池記》兩方相關的碑刻，保存較完整。

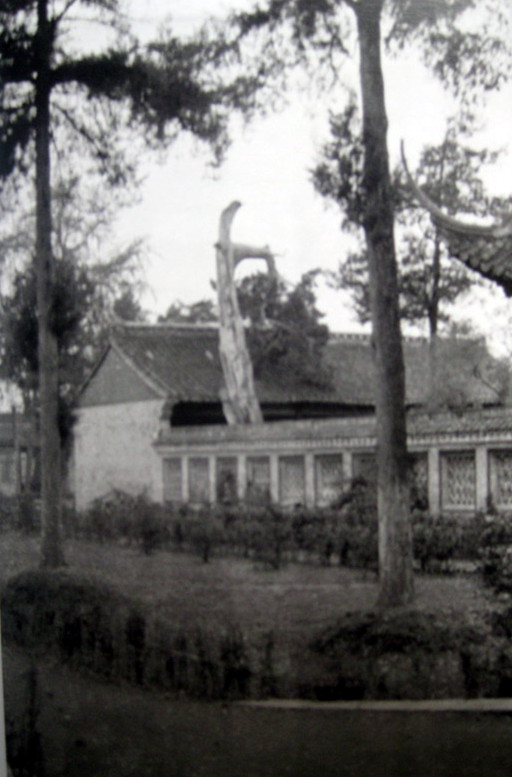
旧照
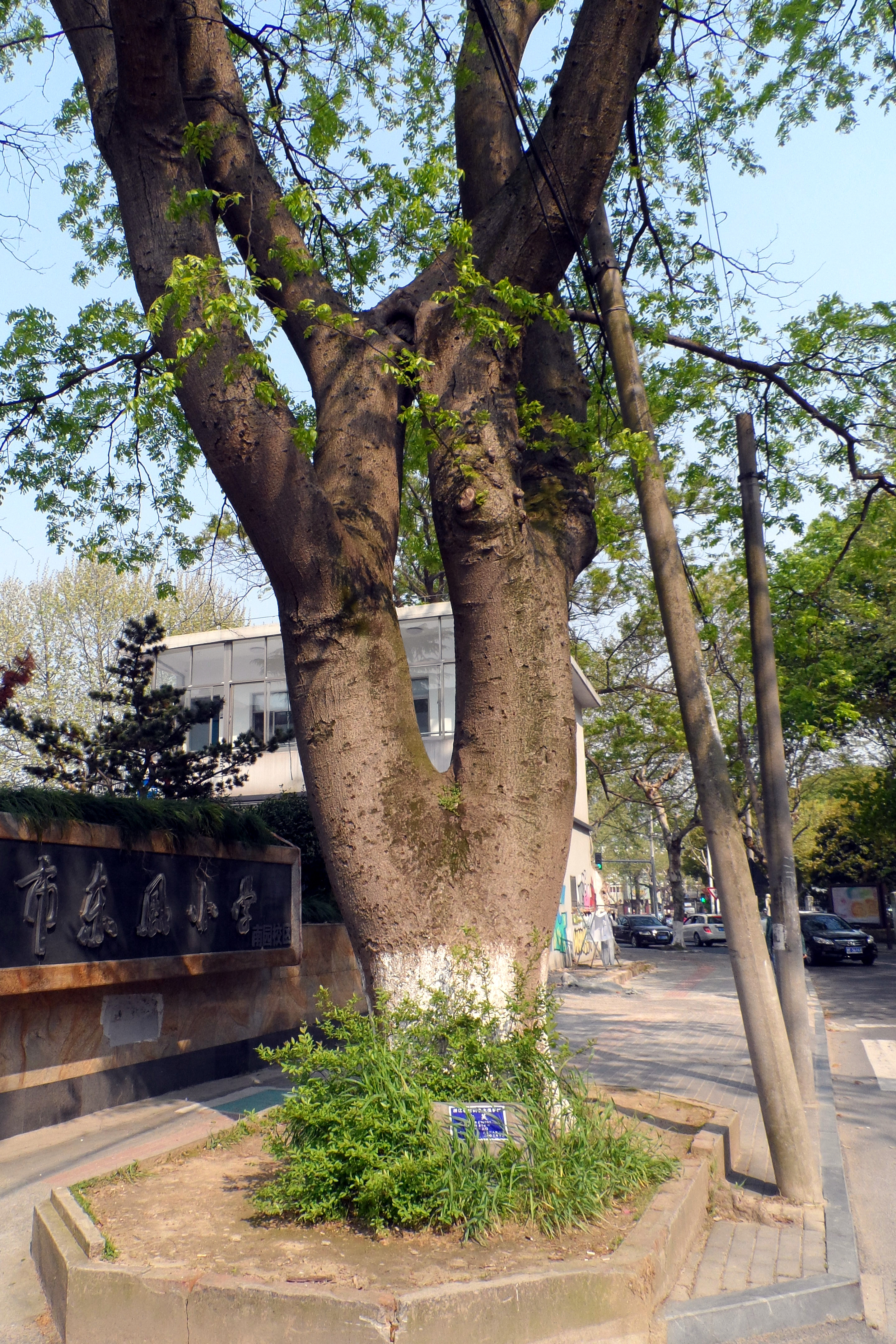
古树（皂荚）
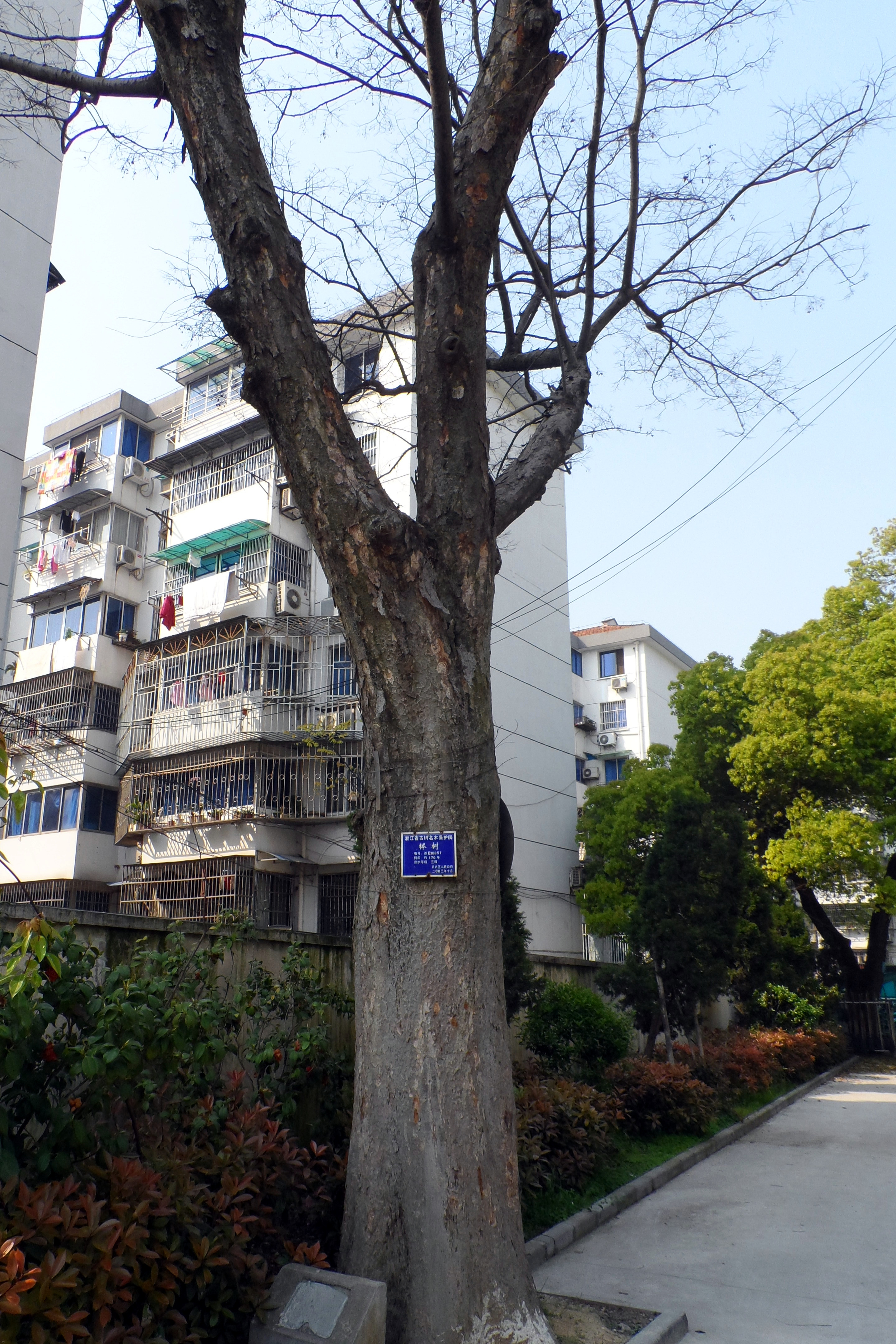
古树（榉树）
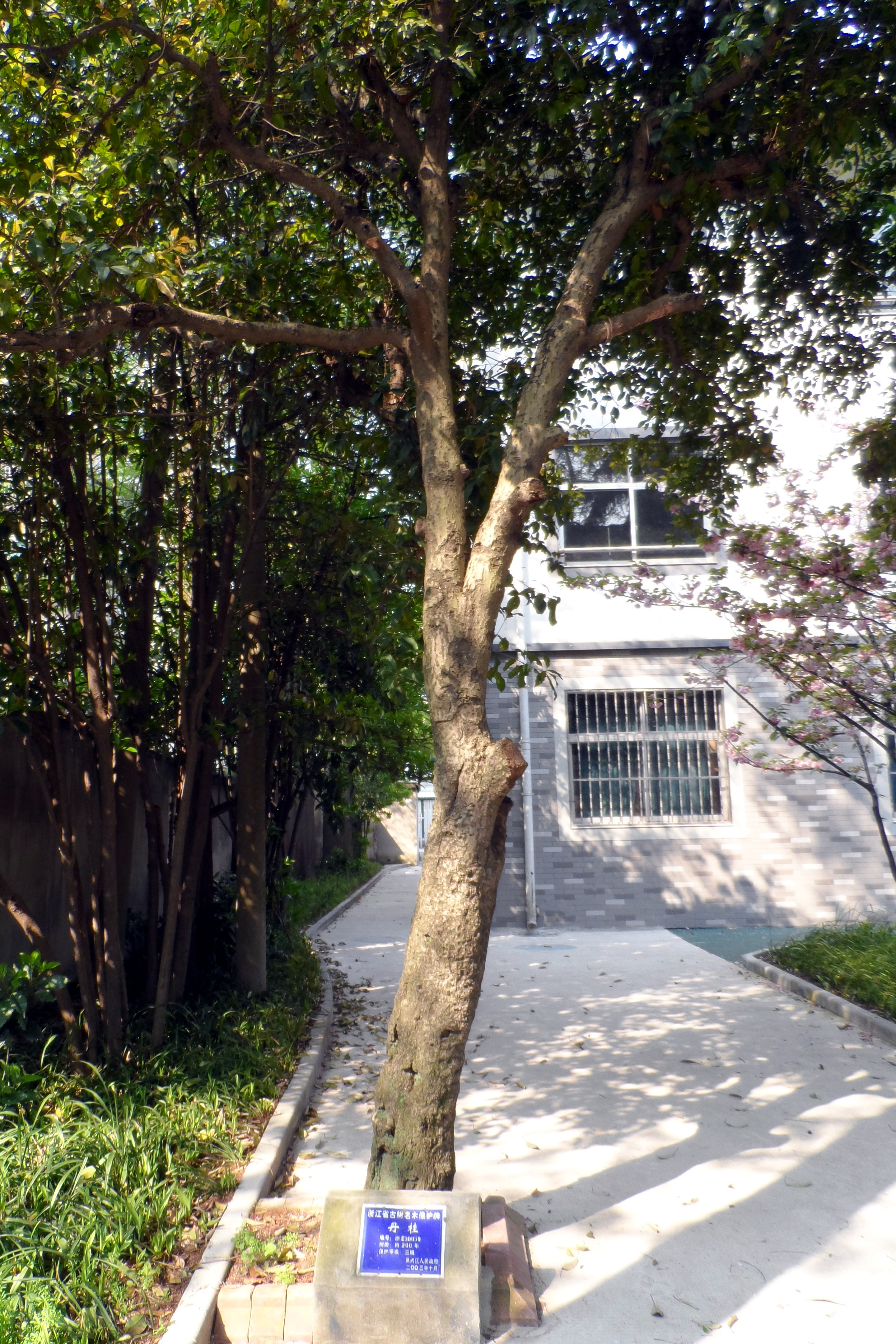
古树（丹桂）
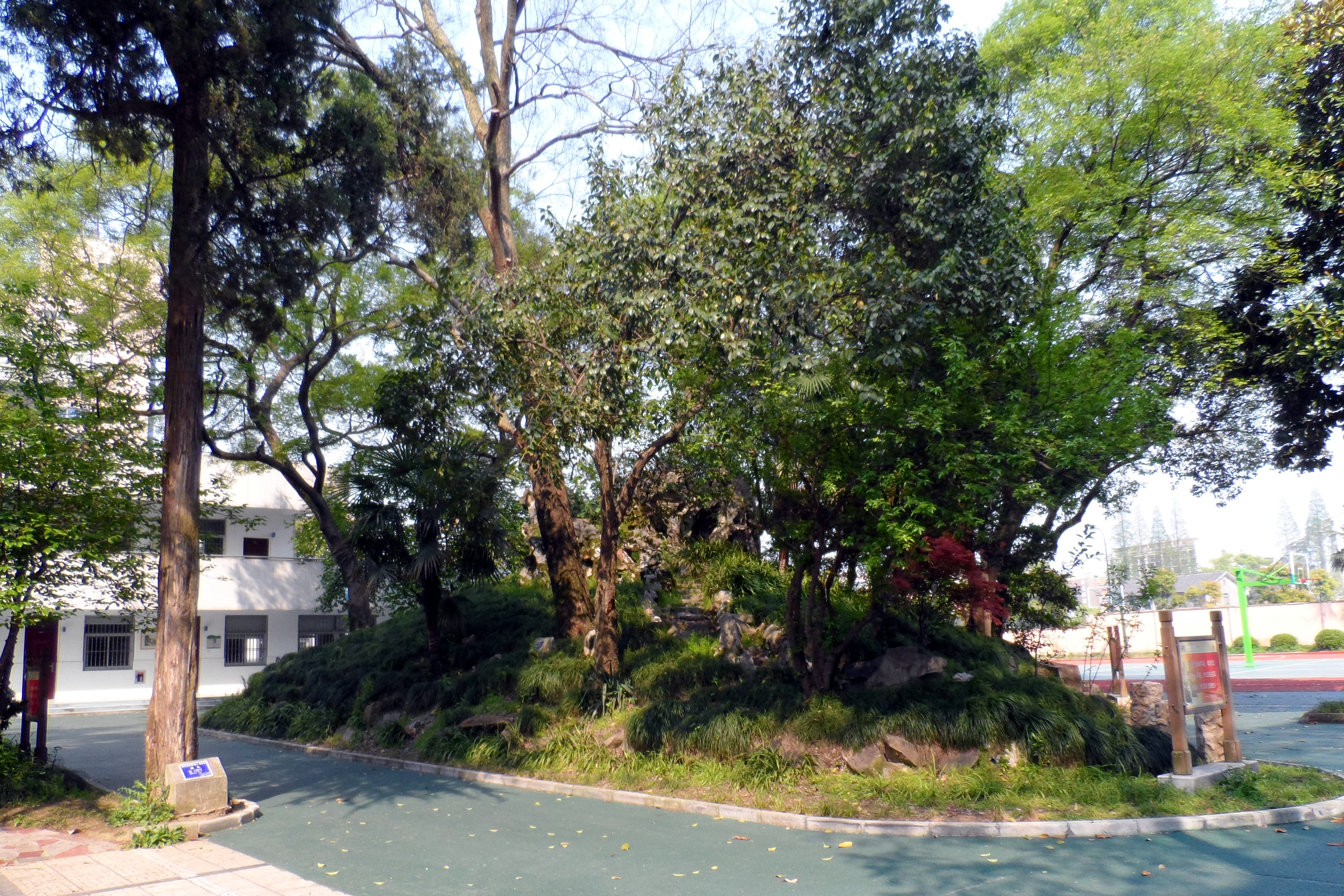
假山
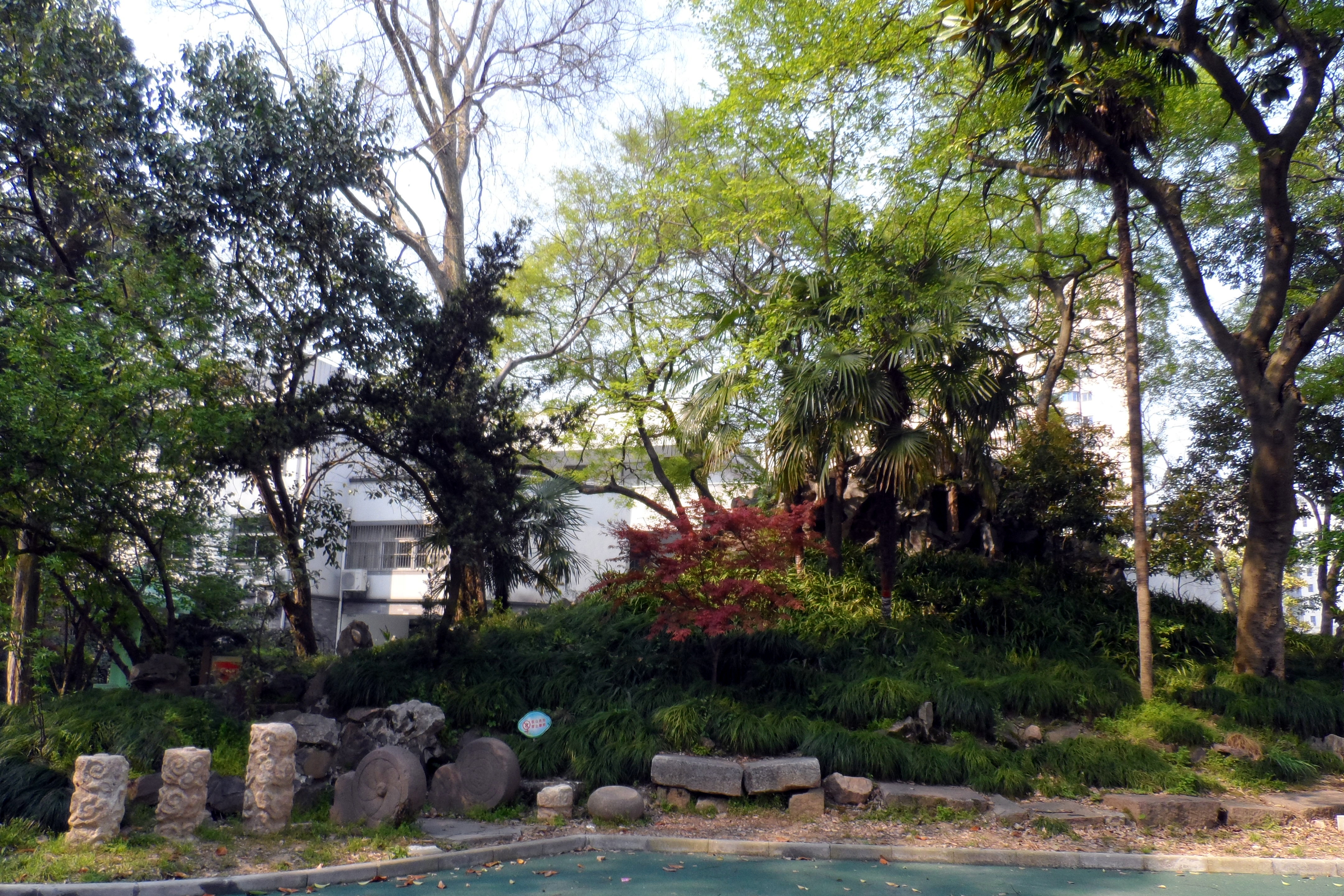
假山及柱础、抱鼓石等零散石构件
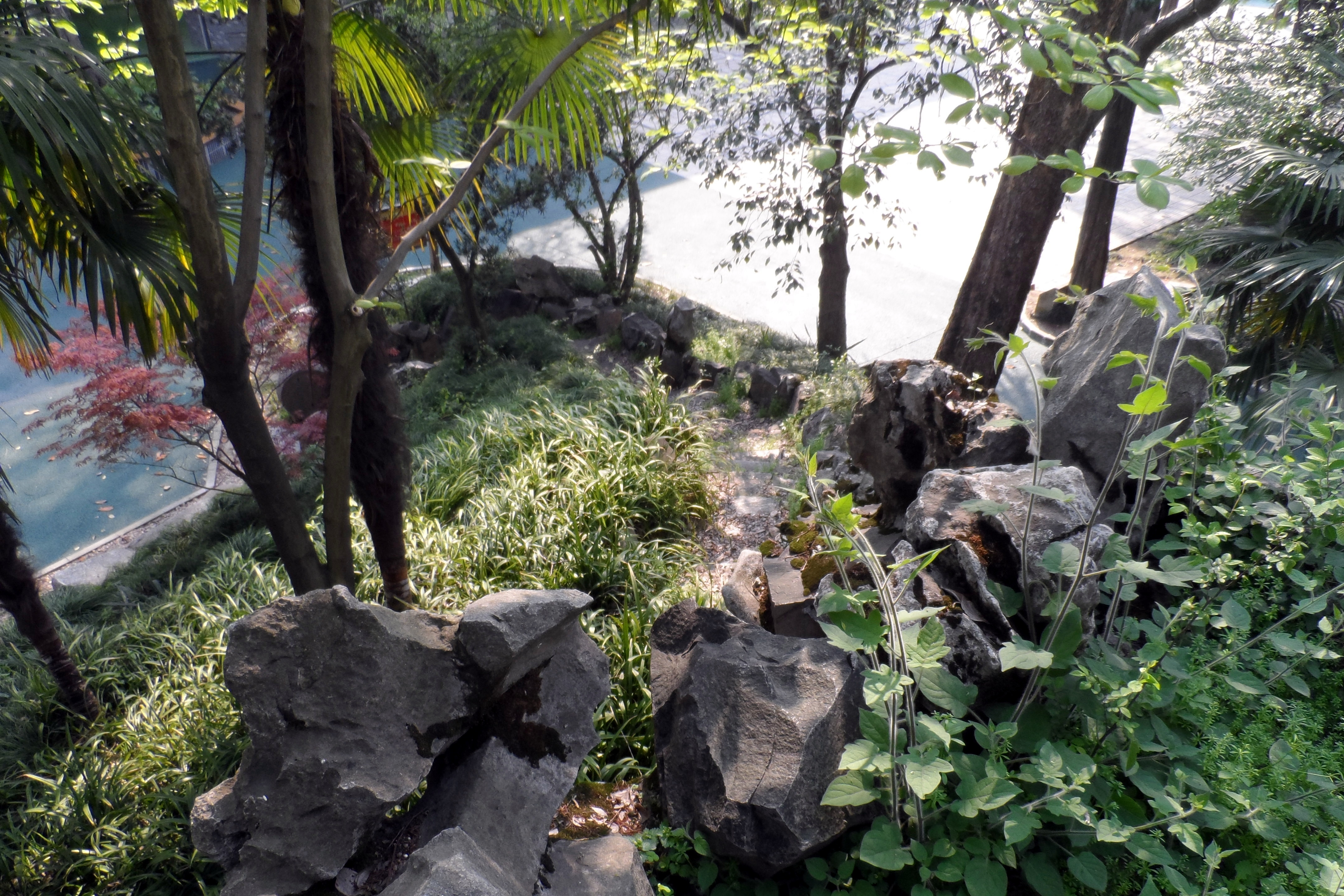
假山山顶
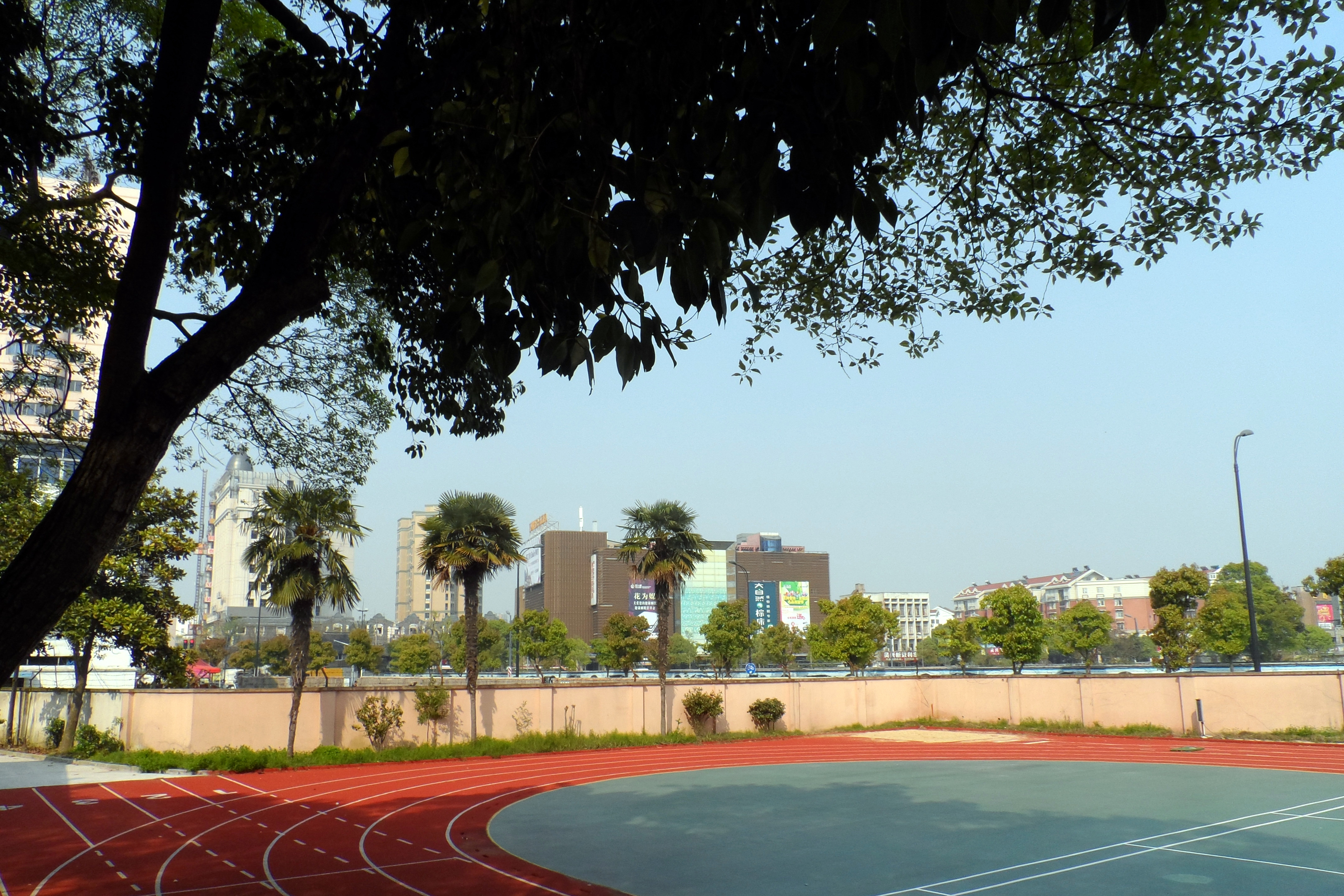
院内操场